# Allum Green
Allum Green est un hameau situé à 2 km au sud-ouest de Lyndhurst, dans le comté du Hampshire, en Angleterre.

## Histoire
Vera Brittain a acheté Allum Green Cottage en mai 1939.
Dans la nuit du 5 au 6 septembre 1940, le village a été le théâtre d’une attaque de la Luftwaffe qui a entraîné la mort de quatre soldats de l’armée britannique du RAOC (Royal Army Ordnance Corps). Quatorze personnes ont été blessées.
La bombe a explosé sur (en) Allum Green House qui existe toujours. Elle est devenue une maison privée. Le site est mis en valeur par un banc commémoratif installé en 1980, installé par des camarades des victimes.
Les victimes :
- Adjudant Classe 2 H S Tyler ;
- Sergent d'état-major S H Avon ;

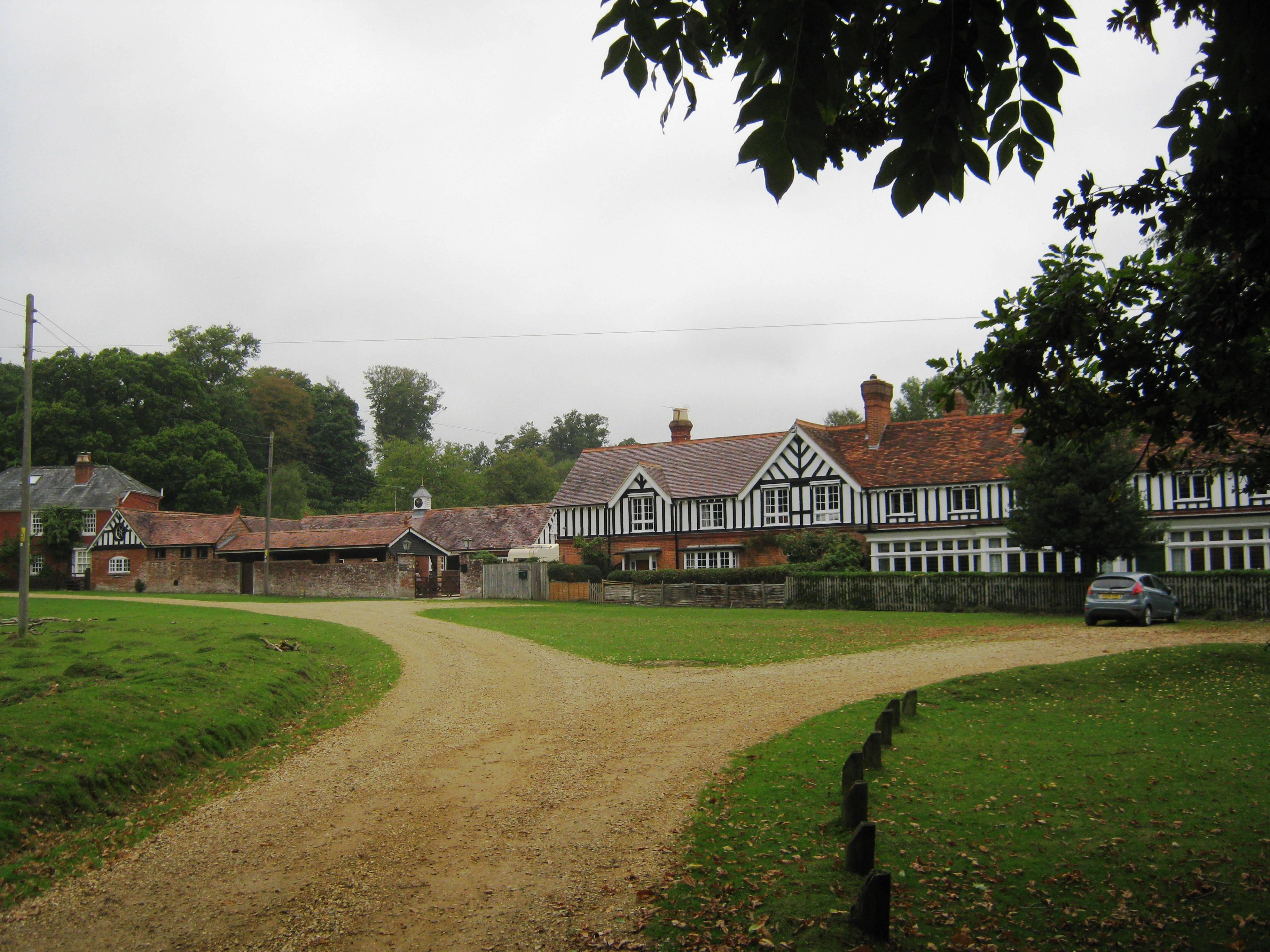
Allum Green.

- Sergent d'état-major E W E Gifford ;
- Sergent A W Blunn.

Les faits ont été mentionnés dans  La Fin du voyage (en), de R. C. Sherriff dans la mesure où Raleigh vivait sur les lieux.